# هراچیا گاسپاریان (کارگردان)
هراچیا واهاگنی گاسپاریان (ارمنی: Հրաչյա Վահագնի Գասպարյան؛  زادهٔ ۱۳ ژانویهٔ ۱۹۴۶) کارگردان و بازیگر اهل ارمنستان است. وی از سال میلادی تاکنون مشغول فعالیت بوده است.

## زندگی‌نامه
وی در ۱۳ ژانویهٔ ۱۹۴۶ در آلاوردی به دنیا آمد و از انستیتو دولتی هنری و نمایشی ایروان (۱۹۷۲) فارغ‌التحصیل گشت. همچنین برندهٔ جوایزی همچون هنرمند مردمی جمهوری ارمنستان (۲۰۱۱) و چهره هنری شایسته جمهوری ارمنستان شده است.